# Dacrysoma
Genre
Dacrysoma est un genre de coléoptères de la famille des Ptiliidae.

## Liste d'espèces
Selon NCBI (3 mars 2021) :
- Dacrysoma usambarensis Grebennikov, 2009

## Publication originale
- Grebennikov, V.V., « Discheramocephalini, a new pantropical tribe of featherwing beetles (Coleoptera: Ptiliidae): description of new taxa and phylogenetic analysis. », Systematic entomology, no 34(1),‎ 2009, p. 113–136 (DOI 10.1111/j.1365-3113.2008.00444.x)